# رایون (خواننده)
رایون (به انگلیسی: Raiven) با نام کامل سارا بریشکی سیرمن (به انگلیسی: Sara Briški Cirman) (زاده ۲۶ آوریل ۱۹۹۶) خواننده و ترانه‌سرا اهل اسلوونی است.
او نماینده اسلوونی در یوروویژن ۲۰۲۴ بود.